# Redondela
Redondela è un comune spagnolo di 28 937 abitanti situato nella comunità autonoma della Galizia, all'interno dell'area metropolitana di Vigo da cui dista pochi chilometri e nella provincia di Pontevedra.
La località si trova sul percorso storico del Cammino Portoghese verso Santiago di Compostela.
La città viene chiamata "città dei Viadotti" per la presenza del viadotto "Peter Floriani" a 318 metri, inaugurato nel 1876, oggi non più usato, ed il viadotto a 250 metri di altezza denominato "Pontevedra", dell'anno 1884.
Entrambi i viadotti sono elencati come "Beni di interesse culturale".

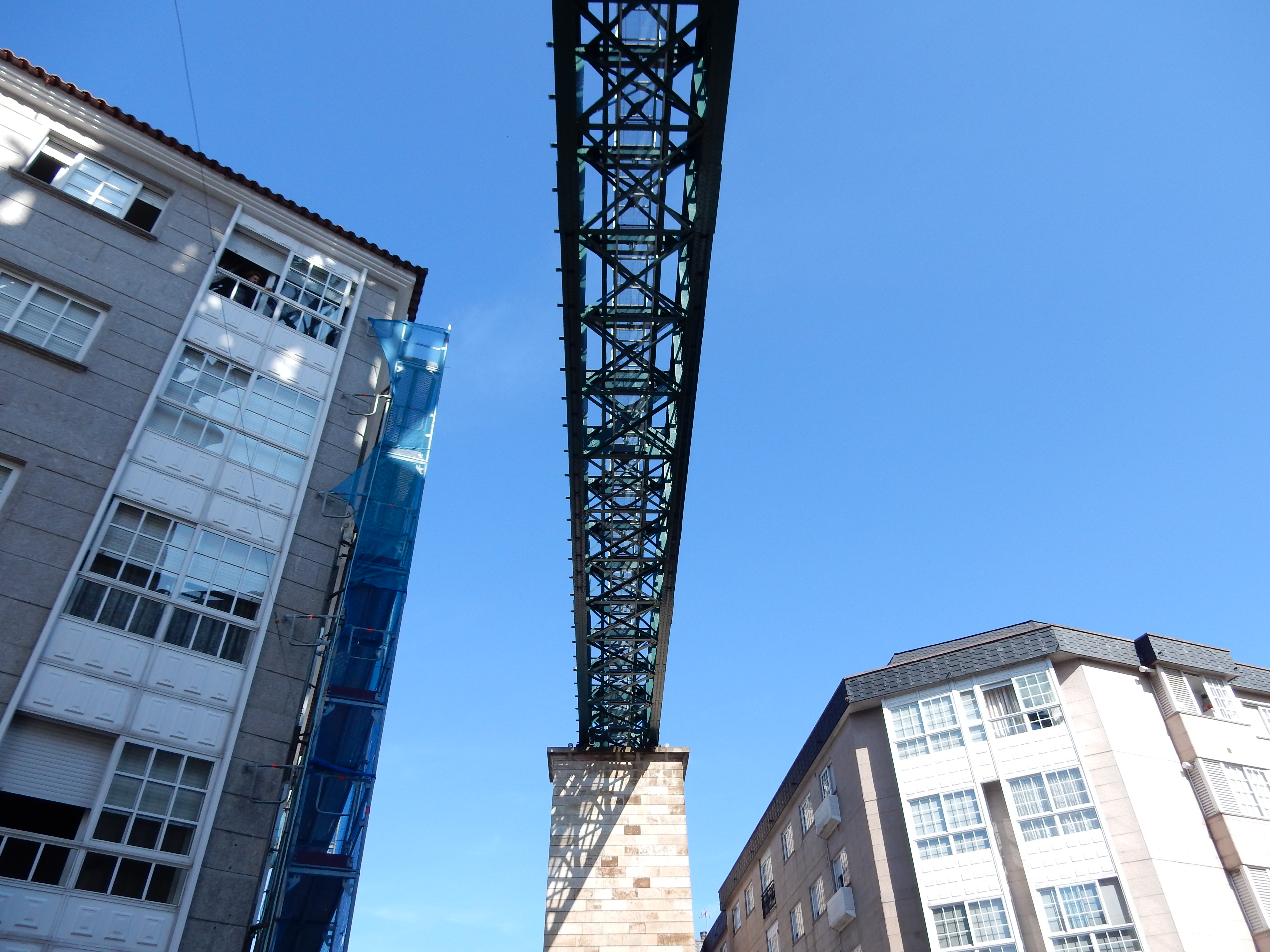
Viadotto Floriani

## Edifici religiosi
- Chiesa parrocchiale di Santiago, del X secolo, in pieno centro storico
- Convento di Villavella, all'ingresso della città

## Galleria d'immagini

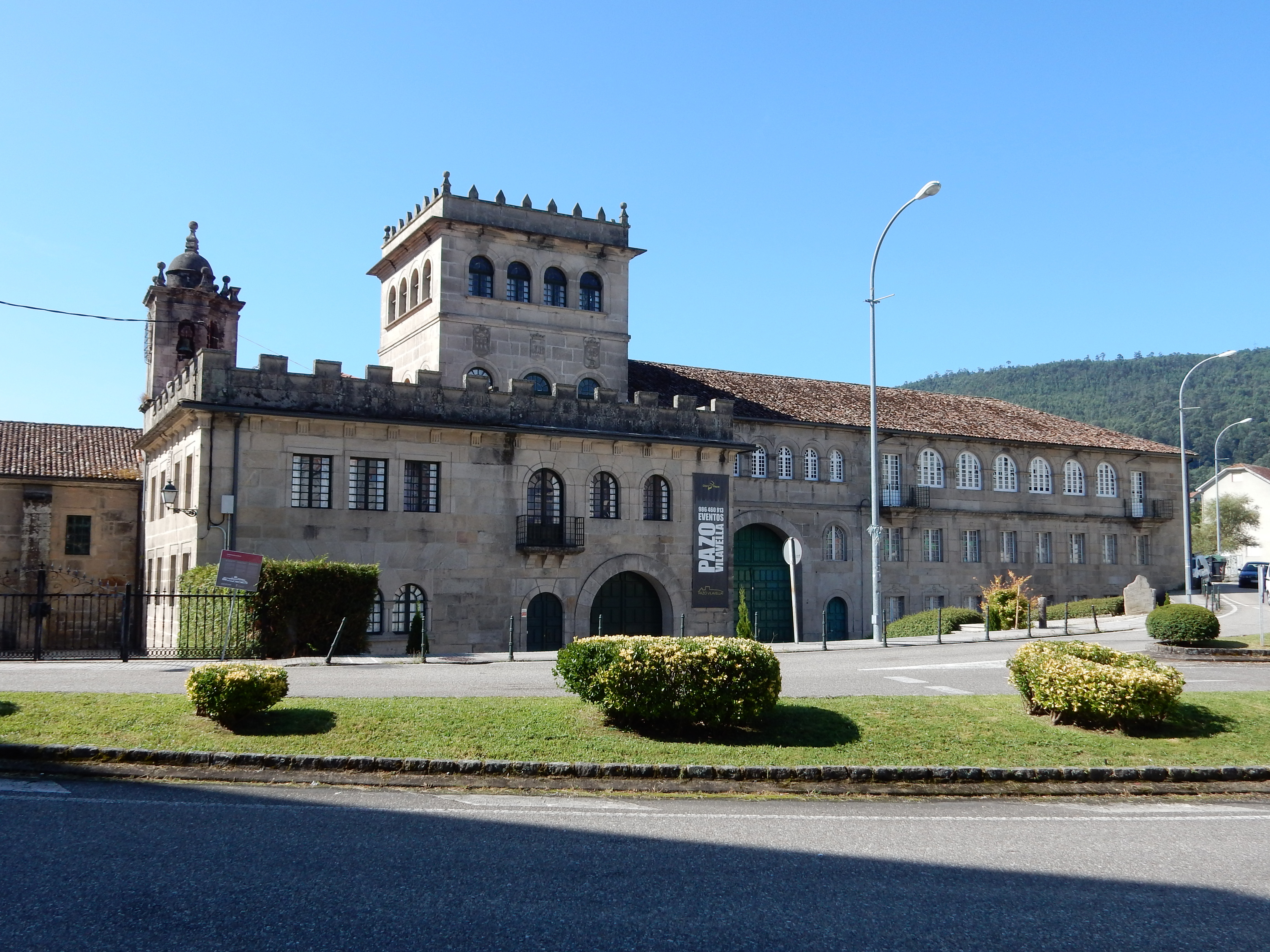
Convento di Villavella
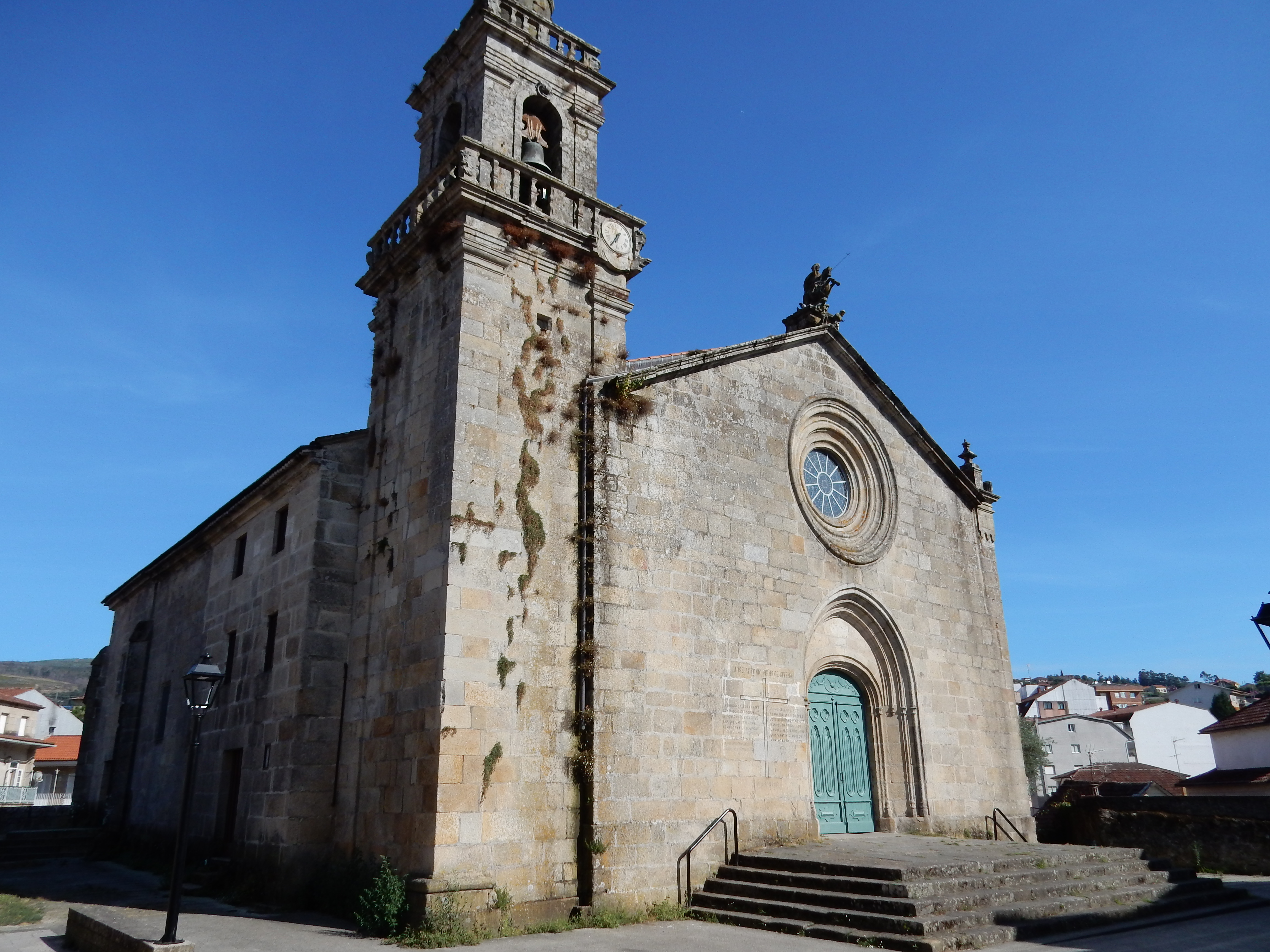
Chiesa parrocchiale di Santiago
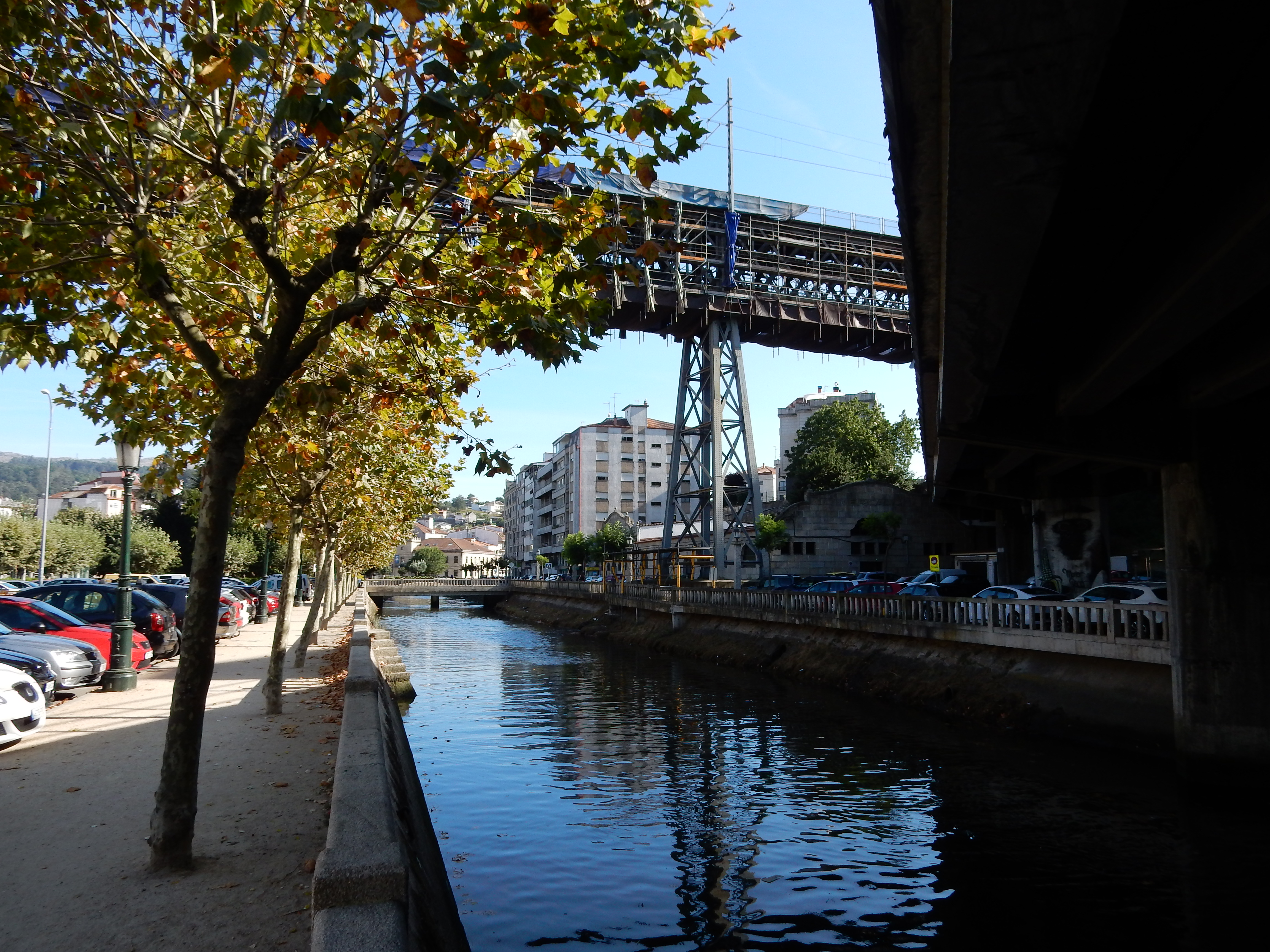
Viadotto Floriani e canale interno